# Aéropo I
Aéropo I (en griego antiguo; Ἀέροπος) (c. Siglo VI a. C.) fue rey de Macedonia de la dinastía argéada durante principios del siglo VI a. C.  
Según el historiador romano Eusebio de Cesarea reinó durante veinte años. Tanto Eusebio de Cesarea como Heródoto afirman que sucedió a su padre Filipo I en el trono y que, a su muerte, fue sucedido por su hijo Alcetas I.